# Hamani Diori
Hamani Diori (Soudouré, 6 de junio de 1916 - Rabat, Marruecos, 23 de abril de 1989) fue un  político nigerino,  presidente de Níger entre 1960 y 1974.

## Biografía
Hijo de un funcionario de salud pública djerma de la administración colonial francesa, nació en un poblado a 12 kilómetros de la ciudad de Niamey. Tras sus estudios de formación como profesor en la Escuela William Ponty (Escuela Normal Federal de la AOF), en Dakar, Senegal, trabajó como profesor en las escuelas regionales de su país entre 1936 y 1938, y después fue instructor de las lenguas zarma y hausa en el Instituto de Estudios de Ultramar en París, Francia.
En 1946 fue uno de los fundadores del Partido Progresista nigerino, rama local del Rassemblement démocratique áfricain (RDA). En el curso de ese mismo año, fue elegido diputado en representación del Níger en la Asamblea Nacional francesa. En las elecciones de 1951, Diori conoció la derrota a manos de su primo y rival político, Djibo Bakary, y después fue reelegido nuevamente para la Asamblea en 1956, siendo el diputado elegido por amplia ventaja por los electores.
En 1958, en el momento del referéndum que acordó a las comunidades de ultramar poner en funcionamiento un gobierno responsable del territorio, Diori hizo campaña por el Sí, y fue nombrado presidente del gobierno provisional, y después en primer ministro en 1959. En esa época, el gobierno francés prohibió todos los partidos políticos, y el PPN-RDA, llevó eficazmente a Níger al estado de partido único.
El 11 de noviembre de 1960, la Asamblea Nacional nigerina (donde sólo se hallaba representado su partido) otorgó el puesto de presidente de la República a Diori, luego de la independencia del país el 3 de agosto de ese año. Durante su régimen, el gobierno de Diori favoreció a los samaria (estructuras tradicionales que reagrupaban a jóvenes de ambos sexos) y a los intereses del partido, conservando a la vez estrechos lazos económicos con Francia. Fue reelecto sin oposición en 1965 y 1970.
Ganó el respeto del mundo por su rol como portavoz de los asuntos africanos y árbitro popular en los conflictos que implicaban a otras naciones de ese continente. Sin embargo, su administración estuvo manchada por una fuerte corrupción. Una catastrófica hambruna expandida por todo el país fue el resultado del deterioro del Sahel a comienzos de la década del 70. Los desórdenes civiles fueron seguidos por acusaciones de desviaciones de los stocks de ayuda alimentaria por algunos ministros. Por otra parte, el gobierno no podía poner en aplicación las reformas tan necesarias ni aliviar la hambruna presente en el país desde 1968. Diori fue, sin duda, víctima de la desmedida importancia que asignaba a las cuestiones internacionales, que distrajeron su atención de los temas interiores inmediatos. Lo que ciertamente contribuyó a apresurar a los militares para hacer caer su régimen.
El 15 de abril de 1974, un golpe de Estado derrocó al régimen de Diori, llevado a cabo por el lugarteniente-coronel Seyni Kountché, por entonces jefe del Estado mayor. Todos los responsables de su régimen fueron detenidos. La primera dama, Aissa Diori, fue asesinada, y Diori fue encarcelado durante 6 años en Zinder, y después mantenido bajo libertad vigilada en Niamey entre 1980 y 1987.
Fue liberado en 1987 por el sucesor de Kountché, Ali Seibou, poco después de su acceso al poder. Diori dejó su país y se instaló en Marruecos, donde murió dos años más tarde.
| Predecesor: Cargo creado | Presidente de la República de Níger 1960-1974 | Sucesor: Seyni Kountché (Presidente del Consejo Militar Supremo) |

- Datos: Q314355
- Multimedia: Hamani Diori / Q314355